# Єгорян Яна Карапетівна
Яна Карапетівна Єгорян (рос. Я́на Карапе́товна Егоря́н; нар. 20 грудня 1993 року, Єреван, Вірменія) — російська фехтувальниця (шабля), дворазова олімпійська чемпіонка 2016 року в індивідуальній шаблі та командній шаблі, чемпіонка світу та п'ятириразова чемпіонка Європи у командній першості.

## Виступи на Олімпіадах
| Олімпіада           | Дисципліна          | Місце |
| ------------------- | ------------------- | ----- |
| Ріо-де-Жанейро 2016 | індивідуальна шабля | 1     |
| Ріо-де-Жанейро 2016 | командна шабля      | 1     |